# Óscar Sánchez (wielrenner)
Óscar Eduardo Sánchez Guarín (Manizales, 14 mei 1985) is een Colombiaans wielrenner die anno 2018 rijdt voor Canel's-Specialized.

## Overwinningen
2003
 Colombiaans kampioen op de weg, Junioren
2006
1e etappe Ronde van Guatemala
2007
4e etappe Ronde van de Isard
2012
5e en 7e etappe Ronde van Costa Rica
Eind-, punten- en bergklassement Ronde van Costa Rica
2013
5e etappe Ronde van Guatemala
Eindklassement Ronde van Guatemala
6e etappe Ronde van Colombia
2014
2e etappe Ronde van Rio Grande do Sul
2018
1e etappe Ronde van de Gila
5e etappe Ronde van Michoacán
Bergklassement Ronde van Michoacán

## Ploegen
- 2007 –  Colombia es Pasión Team
- 2010 –  Café de Colombia-Colombia es Pasión (vanaf 1-7)
- 2014 –  Funvic Brasilinvest-São José dos Campos (tot 30-6)
- 2015 –  Orgullo Antioqueño
- 2016 –  Strongman Campagnolo Wilier
- 2017 –  Bicicletas Strongman
- 2018 –  Canel's-Specialized

Almeida · Braga · Bulgarelli · Cardoso · Chamorro · Diniz · Fialho · Garnero  · Manarelli · Nazaret · Nicácio · L.Pereira · Pinheiro · Ramos · Ribeiro · Rincón · Sánchez · A.Santos · D.Santos · Tamayo
Acosta · Angarita · Ariza · Becerra · Caicedo · Cala · Calderón · Castro · Gómez · González · Mendoza · Millán · Muñoz · Rozo · Sánchez · Sastoque · Tamayo
Alarcón · Casillas · Corte · Martínez · Palma · Prado · Sánchez · Santos · Santoyo · Villalobos · Xopa